# Oberrot
Oberrot é um município da Alemanha, no distrito de Schwäbisch Hall, na região administrativa de Estugarda , estado de Bade-Vurtemberga.